# Pétange
Pétange (lb. Péiteng, niem. Petingen) − miejscowość i gmina (gemeng / commune / Gemeinde) w południowym Luksemburgu, w kantonie Esch-sur-Alzette. Do 3 października 2015 jako miasto leżało w dystrykcie Luksemburg. Siedziba administracyjna gminy znajduje się w miejscowości Pétange. Liczy 20563 mieszkańców (1 stycznia 2023).

## Podział administracyjny
Do gminy należą cztery miejscowości, w tym trzy (Uertschaft) oraz jeden lieu-dit:
1. Fond-de-Gras, lieu-dit
2. Lamadelaine (Rolleng / Rollingen)
3. Pétange (Péiteng / Petingen)
4. Rodange (Réideng / Rodingen)

## Współpraca
Miejscowości partnerskie:
- Maribor, Słowenia
- Schiffweiler, Niemcy
- Schio, Włochy

## Transport
W Pétange znajduje się stacja kolejowa Pétange.